# Dorymyrmex emmaericaellus
Dorymyrmex emmaericaellus is een mierensoort uit de onderfamilie van de Dolichoderinae. De wetenschappelijke naam van de soort is voor het eerst geldig gepubliceerd in 1951 door Kusnezov.